# Нортон (Вермонт)
Нортон (англ. Norton) — місто (англ. town) в США, в окрузі Ессекс штату Вермонт. Населення — 153 особи (2020).

## Демографія
Згідно з переписом 2010 року, у місті мешкало 169 осіб у 87 домогосподарствах у складі 50 родин. Було 213 помешкання
Расовий склад населення:
| - 98,8 % — білих |

До двох чи більше рас належало 1,2 %. Частка іспаномовних становила 0,6 % від усіх жителів.
За віковим діапазоном населення розподілялося таким чином: 11,2 % — особи молодші 18 років, 61,0 % — особи у віці 18—64 років, 27,8 % — особи у віці 65 років та старші. Медіана віку мешканця становила 54,8 року. На 100 осіб жіночої статі у місті припадало 113,9 чоловіків;  на 100 жінок у віці від 18 років та старших — 120,6 чоловіків також старших 18 років.
Середній дохід на одне домашнє господарство  становив 49 503 долари США (медіана — 50 536), а середній дохід на одну сім'ю — 59 934 долари (медіана — 52 321). За межею бідності перебувало 4,7 % осіб, у тому числі 0,0 % дітей у віці до 18 років та 13,3 % осіб у віці 65 років та старших.
Цивільне працевлаштоване населення становило 58 осіб. Основні галузі зайнятості: транспорт — 22,4 %, науковці, спеціалісти, менеджери — 19,0 %, освіта, охорона здоров'я та соціальна допомога — 19,0 %.